# Acontista ecuadorica
Acontista ecuadorica är en bönsyrseart som beskrevs av Morgan Hebard 1924. Acontista ecuadorica ingår i släktet Acontista och familjen Acanthopidae. Inga underarter finns listade i Catalogue of Life.